# FV 1910 Horas
Der FV 1910 Horas ist ein osthessischer Fußballverein aus der Barock- und Bischofsstadt Fulda im gleichnamigen Stadtteil Horas.
Die Farben des Vereins sind rot und weiß. Seine Heimspiele trägt der Verein am Sportplatz „Am Aschenberg“ aus. Der bekannteste und erfolgreichste Spieler des Vereins war Richard Kreß.

## Geschichte
Der FV Horas, kurz FVH, ist ein Fuldaer Traditionsverein, der auf eine mehr als 100-jährige Vereinsgeschichte zurückblicken kann.

### 1910–1944
1910 wurde der Verein als FC Britannia Horas gegründet. Im Jahre 1919 wurde der Verein in Erster Horaser Fussballverein 1910 umbenannt. Den heutigen Vereinsnamen führt der Verein seit 1924. Erstmals gelang den Fußballern aus Nord-Fulda 1931 der Sprung in die höchste Klasse und sie spielten in der Runde 1931/32 in der Bezirksklasse.

### 1945–1955
Nach Ende des Zweiten Weltkriegs erlebte der FV Horas mit dem überragenden Stürmer und späteren Nationalspieler Richard Kreß ein sportliches Hoch. Über die Kurhessenliga (1945/46) und die Landesliga Fulda in der Runde 1946/47 führte der Weg mit dem späteren Werder-Trainer Fritz Rebell in das hessische Oberhaus. Dort kam es in der Runde 1947/48 zum Lokalderby gegen die Rot-Schwarzen von Borussia Fulda. Horas stieg als Zwölfter ab, Borussia belegte den vierten Rang. Drei Jahre später glückte Horas erneut der Aufstieg in die 1. Amateurliga Hessen. Wieder war nach einer Runde der Abstieg nicht zu verhindern. Der Angriff um Richard Kreß erzielte zwar 76 Tore, die Defensive kassierte mit 93 Treffern aber zu viele Gegentore. 1948 wird neben der Fußballsparte die Tischtennisabteilung gegründet. 1949 wird der Verein Fuldaer Stadt- und Bezirksmeister.
Als der sofortige Wiederaufstieg in der Runde 1952/53 knapp verpasst wurde, verließ Richard Kreß, der „Blitz von Horas“, den Verein und wechselte in die Oberliga Süd zu Eintracht Frankfurt. Am 29. April 1953 hatte er noch als Aktiver vom FV Horas in der deutschen Fußballnationalmannschaft der Amateure debütiert. Nach dem Verlust des nicht zu ersetzenden Stürmers konnte Horas einige Runden nur noch das Faustpfand des als „uneinnehmbar“ geltenden Hartplatzes „Am Aschenberg“ in die Waagschale werfen.
Am 17. Juni 1954, einen Tag nach der Eröffnung der Fußball-WM 1954 in der Schweiz, gastierte Eintracht Frankfurt zu einem Freundschaftsspiel in Horas. Das Spiel endete vor 2.500 Zuschauern mit 8:2 (4:1) für die Gäste vom Main; dabei erzielte Kreß drei Tore zum 1:1, 2:1 und 3:1 für seinen neuen Verein.

### 1956–1969
Nach der Hessenmeisterschaft der A-Jugend im Jahre 1956 gelang 1957 wiederum der Aufstieg in die 1. Amateurliga Hessen. Das Derby gegen die Borussen fiel aber durch deren gleichzeitigen Aufstieg in die 2. Liga Süd in der Runde 1957/58 aus. Horas belegte als Aufsteiger 1958 den neunten Rang. Im zweiten Jahr der Oberligazugehörigkeit stießen die Nord-Fuldaer 1959 auf den fünften Rang vor und Borussia Fulda stieg aus der 2. Liga ab. In der dritten Runde 1959/60 ereilte dem FVH mit 26:42 Punkten aber der erneute Abstieg. Dazu beigetragen hatte auch die Nichtbespielbarkeit des „Ascheberg“, der wegen Renovierungsarbeiten in dieser Runde nicht zur Verfügung stand. Mit Horas ging es nun bergab. 1965 wurde die Gruppenliga verpasst.

### 1970–1989
Im Jahre 1972 wurde das Clubheim mit Umkleidekabinen sowie Vereinsgaststätte auf dem Vereinsgelände Am Aschenberg errichtet. Das Vereinsheim wurde seither mehrfach umgebaut und modernisiert.
Sportlich fand sich der Klub 1975 in der A-Klasse wieder und erreichte 1988 mit dem Sturz in die unterste Spielklasse (C-Klasse) seinen Tiefpunkt. In den Jahren 1984 bis 1988 gewann die Alte Herren-Auswahl des Vereins fünfmal hintereinander die Stadtmeisterschaft. 1988 wurde die Jugendabteilung des Vereins für ihre besonderen Verdienste mit dem Sepp-Herberger-Preis ausgezeichnet.

### 1990–Gegenwart
Ein Höhepunkt in der Vereinsgeschichte war das erneute Freundschaftsspiel gegen den Erstligisten Eintracht Frankfurt am 14. August 1990 in Horas. Anlass war das 80-jährige Vereinsjubiläum des FVH. Das Spiel gegen eine Fuldaer Bezirksauswahl endete vor 2.800 Zuschauern 10:1 (3:0) für die Eintracht. Drei Tore steuerte dabei der deutsche Nationalspieler Andreas Möller bei, der fünf Wochen zuvor in Italien Fußball-Weltmeister geworden war.
In der Runde 1994/95 gelang die Rückkehr in die Bezirksliga, der 1998 sogar der Aufstieg in die Bezirksoberliga folgte.
1998 wurde die Jugendabteilung des FVH durch den DFB ausgezeichnet.
2003 ging es mit der 1. Mannschaft wieder zurück in die Bezirksliga und 2005 glückte erneut der Aufstieg in die Bezirksoberliga. In der Saison 2007/08 belegte der FVH den 6. Platz in der Bezirksoberliga (heutige Bezeichnung Gruppenliga). 2011 folgte dann der Abstieg in die Kreisoberliga mit dem 18. und vorletzten Platz.
Abteilungen
Zum Verein gehören neben der Fußballsparte noch eine erfolgreiche Tischtennisabteilung sowie eine Breitensportabteilung für Frauen.

## Vereinswappen
Das Vereinswappen besteht aus zwei roten Kreisen auf weißem Hintergrund. Der innere der beiden Kreise ist fett hervorgehoben. Darin befinden sich von links nach rechts die drei roten Buchstaben „FVH“. Unter dem leicht nach oben versetzten mittleren Buchstaben „V“ befinden sich die Zahl „1910“ für das Gründungsjahr und darunter die Abkürzung „E.V.“, die für eingetragener Verein steht.